# 2-я Шестая линия
2-я Шестая линия — улица в Советском районе Минска.

## Расположение
Между улицами Цнянская и Беломорская.

## История
2-я Шестая линия получила название во времена, когда в её районе была частная застройка. Ранее в этом районе города были также улицы 1-я Шестая линия (ныне — улица Дорошевича), Третья линия (ныне — улица Цнянская), Седьмая линия (современная улица Богдана Хмельницкого), Восьмая линия.

## Здания
Левая (нечётная) сторона
№ 7, 9, 11-1, 11-2, 13, 13а, 15